# Municipio de Wayne (condado de Hanson)
El municipio de Wayne (en inglés: Wayne Township) es un municipio ubicado en el condado de Hanson en el estado estadounidense de Dakota del Sur. En el año 2010 tenía una población de 216 habitantes y una densidad poblacional de 2,36 personas por km².

## Geografía
El municipio de Wayne se encuentra ubicado en las coordenadas 43°38′17″N 97°46′59″O / 43.63806, -97.78306. Según la Oficina del Censo de los Estados Unidos, el municipio tiene una superficie total de 91.62 km², de la cual 91,21 km² corresponden a tierra firme y (0,45 %) 0,41 km² es agua.

## Demografía
Según el censo de 2010, había 216 personas residiendo en el municipio de Wayne. La densidad de población era de 2,36 hab./km². De los 216 habitantes, el municipio de Wayne estaba compuesto por el 94,91 % blancos, el 4,17 % eran amerindios, el 0,46 % eran asiáticos y el 0,46 % eran de una mezcla de razas. Del total de la población el 0 % eran hispanos o latinos de cualquier raza.